# Laguna Higin
Higin es una laguna en los Andes del norte peruanos.

## Localización
Se localiza al suroeste del distrito de Rapayán en la provincia de Huari, en una parte del espacio geográfico denominado Alto Marañón, en la Sierra Oriental del departamento de Áncash, a una altitud de 3895 m s. n. m.

## Hidrografía
De la laguna se desprende el río Higin, el cual es un afluente indirecto del río Marañón, pues dicho río tributa al río Jauranga, cuyo recorrido ha creado una quebrada abrupta que desciende hasta el lecho del Marañón.

## Acceso
Es posible llegar a dicha laguna mediante una vía carrozable que parte desde el pueblo de Rapayán, núcleo urbano y cabecera del distrito homónimo, misma vía que hasta el pueblo del mismo nombre de la laguna.
Otra alternativa inusual sería desde Singa, cabecera del distrito de Singa en el vecino departamento de Huánuco, pasando por el pueblo singuino de Santa Rosa de Pampam, desde el cual se asciende hasta la cima del Winak. Posteriormente se desciendo por el flanco norte de la montaña hasta la quebrada Jauranga, siendo esta límite de los departamentos de Áncash y Huánuco. Luego de cruzar la quebrada sigue un camino sinuoso hasta el C.P. Higin, en el cual se haría escala para descansar y desde allí continuar en dirección norte.